# Frank Radovich
Frank Raymond Radovich (Hammond, Indiana; 3 de marzo de 1938) es un exjugador y entrenador de baloncesto estadounidense que jugó una temporada en la NBA. Con 2,03 metros de estatura, lo hacía en la posición de ala-pívot.

## Trayectoria deportiva

### Universidad
Jugó durante tres temporadas con los Hoosiers de la Universidad de Indiana, en las que promedió 11,3 puntos y 9,5 rebotes por partido. en 1958 ganó junto con su equipo el título de la Big Ten Conference, siendo elegido capitán en 1960, cuando los Hoosiers ganaron 20 partidos y perdieron 4, situándose en el ranking nacional en el décimo puesto.

### Profesional
Fue elegido en la decimocuarta posición del Draft de la NBA de 1960 por St. Louis Hawks, donde no jugó en su primera temporada, siendo traspasado junto con Bob McDonald y dinero a Philadelphia Warriors antes del comienzo de la temporada 1961-62 a cambio de Joe Graboski. Jugó una única temporada en los Warriors de Frank McGuire, siendo alineado en 37 partidos, en los que promedió 2,3 puntos y 1,9 rebotes.

### Entrenador
Tras retirarse del baloncesto en activo, entrenó durante tres temporadas a la Universidad de Georgia Southern, en las que logró 48 victorias y 24 derrotas. Tras dejar los banquillos, trabajó en el departamento administrativo de dicha universidad.
En la actualidad es profesor emérito de Salud y Kinesiología en Georgia Southern.

## Estadísticas de su carrera en la NBA

### Temporada regular
| Año     | Equipo       | PJ | MPP | TC%  | TL%  | RPP | APP | PPP |
| ------- | ------------ | -- | --- | ---- | ---- | --- | --- | --- |
| 1961-62 | Philadelphia | 37 | 4.7 | .398 | .500 | 1.4 | .1  | 2.4 |
| Total   | Total        | 37 | 4.7 | .398 | .500 | 1.4 | .1  | 2.4 |

### Playoffs
| Año   | Equipo       | PJ | MPP | TC%  | TL%  | RPP | APP | PPP |
| ----- | ------------ | -- | --- | ---- | ---- | --- | --- | --- |
| 1962  | Philadelphia | 2  | 6.0 | .167 | .500 | 1.5 | .0  | 2.0 |
| Total | Total        | 2  | 6.0 | .167 | .500 | 1.5 | .0  | 2.0 |